# Baseodiscus mexicanus
Baseodiscus mexicanus är en djurart som tillhör fylumet slemmaskar, och som först beskrevs av Heinrich Bürger 1893.  Baseodiscus mexicanus ingår i släktet Baseodiscus och familjen Valenciniidae. Inga underarter finns listade i Catalogue of Life.